# Manioka
Manioka (znanstveno ime Manihot esculeta) imenovana tudi kasava, topioka ali yuca. Manioka je gomoljasta južnoameriška rastlina, ki doseže tudi do 3 m višine. Manioko uvrščamo v družino mlečkovk in se je izogibamo zaradi strupenega belega mlečka, ki na zraku hitro izhlapi in se porazgubi. Manioka je poznana ravno zaradi gomoljev, ki so bogati z škrobom. Manioka je trajnica z dlani podobnimi listi in drobnimi belimi cvetovi. Najuporabnejša je ravno zaradi hranljivih in zdravilnih gomoljev, ki so na navzven podolgovati rjavi v notranjosti pa imajo belo meso. Manioka raste v tropskih ali subtropskih delih celine. Indijanci gomolje uporabljajo predvsem za izdelavo moke in pijače. Poznamo jo v dveh vrstah, in sicer sladko ter grenko.

## Pridelava
Največ manioke pridelajo v Afriki, v Nigeriji. Rastlina je še danes eden najpomembnejših virov hrane v revnejših državah. Države v razvoju so bile leta 1995 posejane z manioko v kar 43-odstotkih  obdelovalne površine. Glavne pridelovalke manioke so ravno afriške države, vendar je izvoz tega izdelka skoraj ničen, saj jo v večini porabijo za lastne potrebe. Največji izvoznik manioke je Tajska.

## Obdelava gomolja
Manioka je bogati vir ogljikovih hidratov. Gomolje uporabljajo v večini za moko in pijačo. Gomolj izkopljejo nato pa jih dobro operejo jih narežejo na kose, dobro posušijo ter to zdrobijo v kar se da drobno moko. Tako pripravljena moka je v deželah tretjega sveta ena izmed glavnih prehrambnih izdelkov. Slovenski kuharski mojstri manioko uporabljajo pri pripravi slaščic, še posebej pri kuhi pudingov, sadnih želejev in za zgoščevanje omak, saj zaradi nevtralnega okusa ohrani naravni okus hrane.

## Zgodovina
Že pomorščak Kolumb je ob obisku Karibskih otokov bil deležen gostoljubnosti Indijancev- plemena Arawak, saj so ga postregli s palačinkami narejenimi iz moke rastline manioke. Že pred 10.000 leti so se ljudstva današnje Latinske Amerike prehranjevala z gomolji in listi manioke.

## Galerija
- Korenina manioke
- Rastlina
- Sušenje manioke
- Suha manioka
- Priprava moke